# Walter Gawletta
Walter Gawletta (* 14. Oktober 1935; † 11. Juli 2000) war ein deutscher Fußballspieler, der im Premierenjahr der Fußball-Bundesliga, 1963/64, für den 1. FC Kaiserslautern 19 Spiele absolviert und dabei drei Tore erzielt hat.

## Laufbahn

### Norddeutschland, bis 1961
Mit Union Salzgitter errang der Flügelstürmer Walter Gawletta in der Saison 1956/57 in der Amateurliga Niedersachsen-Ost die Meisterschaft und nahm an der Aufstiegsrunde zum Einzug in die Oberliga Nord teil. Darin setzte sich aber der VfB Lübeck durch und verpflichtete zur Runde 1957/58 den Angreifer aus Salzgitter. Der auf beiden Flügelpositionen einsetzbare Gawletta kam auch in dieser Runde am 27. April 1957 in der Verbandsauswahl von Niedersachsen im Halbfinalspiel des Amateurländerpokals zusammen mit Gerhard Gollnow, Werner Olk und Horst Wilkening beim 2:0-Sieg gegen Bayern zum Einsatz. Mit den Grün-Weißen von der Lohmühle debütierte der Neuzugang aus Salzgitter am 11. August 1957 bei Werder Bremen in der Oberliga. Gawletta absolvierte 27 Spiele und erzielte zwei Tore. Die Runde war geprägt durch den Abstiegskampf und die Derbys gegen Phönix Lübeck. Durch die 0:2-Abschlussniederlage am 6. April 1958 bei Altona 93 und den gleichzeitigen Punktgewinn von Phönix im Heimspiel gegen Bremerhaven 93 stieg der VfB mit einem Punkt Rückstand zu Eintracht Nordhorn und Phönix Lübeck wieder aus der Oberliga ab. Gawletta unterschrieb nach dem Abstieg bei Hannover 96 und blieb damit im norddeutschen Fußball-Oberhaus. Bei den „Roten“ erzielte er 1958/59 in 22 Ligaspielen neun Treffer und platzierte sich mit Hannover 96 und den Mitspielern Heinz Elzner, Gerhard Gollnow und Heinz Wewetzer auf dem sechsten Tabellenrang. Am 9. November 1958 war Gawletta auch beim Messepokalspiel gegen AS Rom aktiv. Mit einem Tor verabschiedete er sich am 30. Spieltag, beim 4:3-Heimsieg am 26. April 1959 gegen Werder Bremen aus Hannover und spielte ab der Runde 1959/60 wieder beim in die Oberliga zurückgekehrten VfB Lübeck. Durch seine neun Treffer in 25 Spielen verhalf er dem VfB im Jahre 1960 zum Klassenerhalt. Als er verletzungsbedingt im zweiten Jahr, 1960/61, nur in elf Begegnungen für die Hansestädter auflaufen konnte, stieg die Mannschaft von der Lohmühle wieder in das Amateurlager ab. Gawletta nahm zur Runde 1961/62 das Angebot des 1. FC Kaiserslautern aus der Oberliga Südwest an und stürmte in den nächsten Jahren im Betzenbergstadion. Für Lübeck hat er 63 Spiele mit 13 Toren und für Hannover 22 Spiele mit neun Toren in der Oberliga Nord bestritten.

### Südwestdeutschland, 1961 bis 1968
Mit dem 1. FC Kaiserslautern gewann Walter Gawletta in der Runde 1962/63 die Meisterschaft in der Oberliga Südwest. Die „Lauterer“ qualifizierten sich damit endgültig für die neue Fußball-Bundesliga zur Runde 1963/64 und zogen in die Endrunde um die deutsche Fußballmeisterschaft 1963 ein. Der Mann aus Lübeck kam in allen sechs Endrundenbegegnungen gegen den 1. FC Köln, 1. FC Nürnberg und Hertha BSC zum Einsatz. Insgesamt bestritt Gawletta für Kaiserslautern von 1961 bis 1963 im Südwesten 28 Oberligaspiele und erzielte dabei fünf Tore. Er gehört dem Kreis der Aktiven an, die am 24. August 1963 die neue Leistungsklasse im deutschen Fußball mit dem Startspiel eröffneten. Kaiserslautern errang mit den Angreifern Gawletta, Willy Reitgaßl, Winfried Richter, Jacobus Prins und Harald Braner durch ein 1:1-Remis bei Eintracht Frankfurt den ersten Zähler. Lautern kam auf den zwölften Rang und Gawletta hatte 19 Spiele bestritten und dabei drei Tore erzielt.
Zur Runde 1964/65 unterschrieb er beim Bundesligaabsteiger 1. FC Saarbrücken einen Vertrag und spielte mit den Saarländern in der Regionalliga Südwest. Gawletta konnte in seiner ersten Runde im Saarland mit seinen Mannschaftskollegen Werner Hesse, Emil Poklitar, Erich Rohe und Heinz Vollmar die Meisterschaft und damit den Einzug in die Bundesliga-Aufstiegsrunde feiern. Er absolvierte alle sechs Spiele gegen Bayern München, Alemannia Aachen und Tennis Borussia Berlin und Saarbrücken kam hinter dem Aufsteiger Bayern München auf den zweiten Platz. In den nächsten zwei Runden – 1965/66 und 1966/67 – war der Routinier auch noch aktiv an der Erringung der zwei Vizemeisterschaften in der Regionalliga Südwest beteiligt. Nach der Runde 1967/68 beendete er nach 79 Ligaspielen und zehn Treffern seine Spielertätigkeit beim 1. FC Saarbrücken und ging in das Amateurlager zum VfB Dillingen zurück.

## Weblink
- Spieler A–Z (Spundflasche), aufgesucht am 17. März 2020

| Personendaten    | Personendaten            |
| ---------------- | ------------------------ |
| NAME             | Gawletta, Walter         |
| KURZBESCHREIBUNG | deutscher Fußballspieler |
| GEBURTSDATUM     | 14. Oktober 1935         |
| STERBEDATUM      | 11. Juli 2000            |